# 俊芳程公祠
22°25′19″N 114°01′48″E / 22.42194°N 114.03000°E

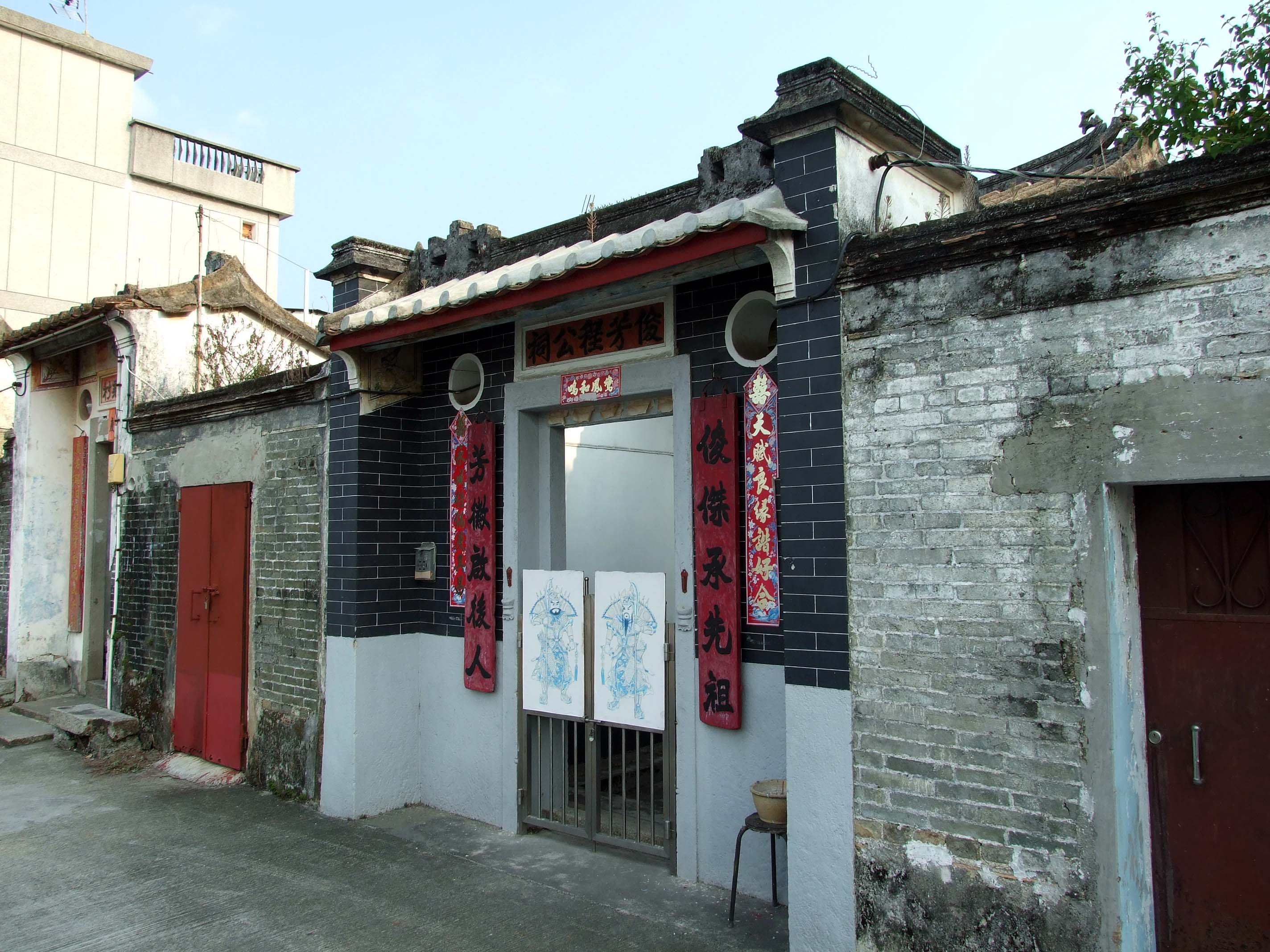
俊芳程公祠

俊芳程公祠在香港新界元朗十八乡水蕉新村9号，在1940年代由俊芳祖的后人起，祠堂门就联用「俊、芳」鹤顶格局写着：「俊杰承先祖，芳彻启后人」，意思是家族承前继后，表现出饮水思源的美德，直到现在，芳程祖的后人已延续到了第七代。但程氏族人仍然维持在宗祠里面举行红白事的仪式，例如传统结婚上头和男丁辞世的灵位上位仪式。在2010年8月31号被评为香港二级历史建筑。

## 网页
- 水蕉新村 俊芳程公祠 （页面存档备份，存于）